# Claude Blanchet (poire)

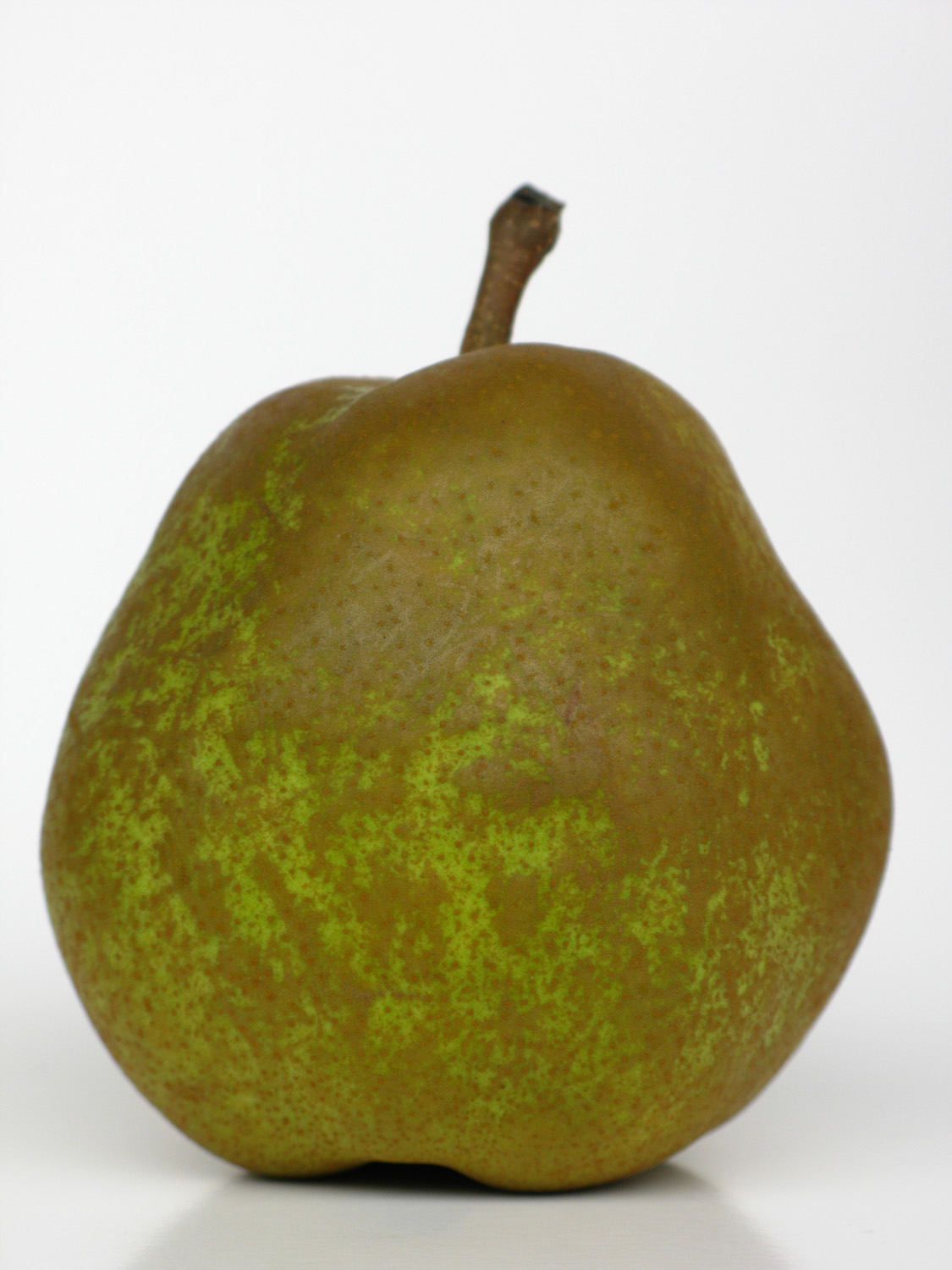

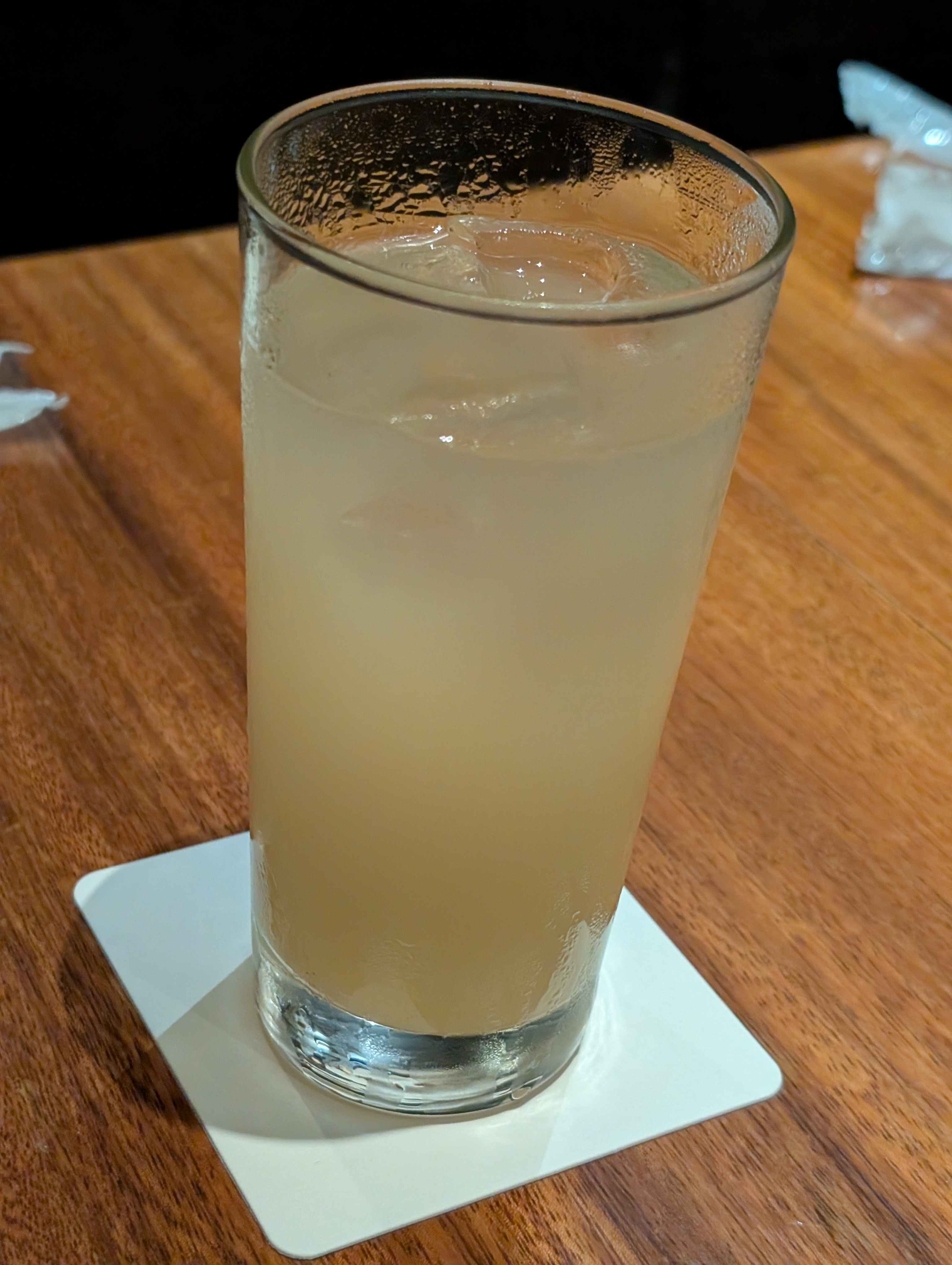
Liqueur de « La France » dans une izakaya à Tokyo

La Claude Blanchet est une variété de poire populaire au Japon, où elle est appelée « La France » (ラ・フランス).

## Origine
Inventée par le français Claude Blanchet en 1864, cette variété eut peu de succès en Europe, en raison d'un climat défavorable.
Importée par le Ministère de l'Agriculture et du Commerce du Japon en 1903, elle devient populaire dans l'archipel où elle est toujours l'une des variétés de poires les plus consommées.